# Paradiso - Canto trentatreesimo

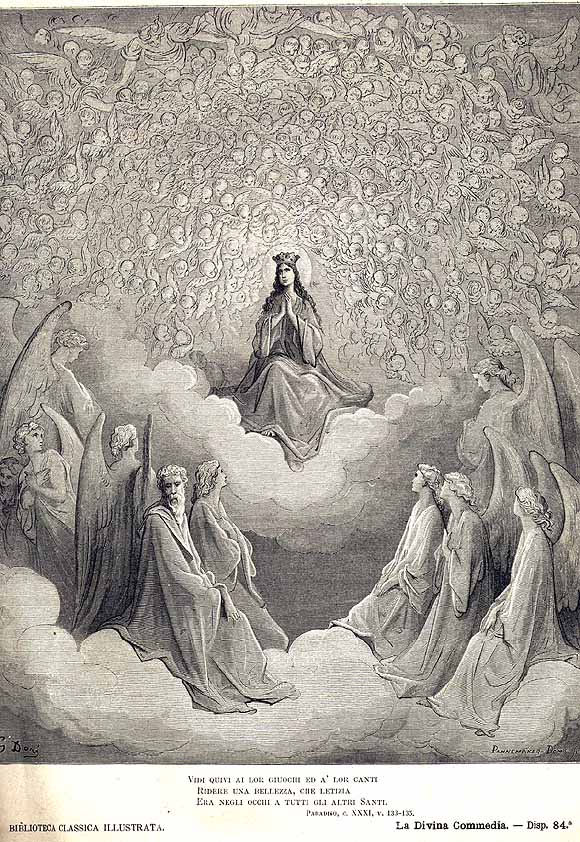
Santa Maria Vergine al centro della Candida Rosa, illustrazione di Gustave Doré

Il canto trentatreesimo del Paradiso di Dante Alighieri si svolge nell'Empireo, la sede di tutti i beati; siamo a mezzanotte del 15 aprile 1300, o secondo altri commentatori del 1º aprile 1300.
Si tratta dell'ultimo canto del Paradiso e quindi dell'intero poema, che si chiude, dopo una preghiera alla Vergine, con la visione di Dio, della Trinità e dell'Incarnazione.

## Incipit
(Anonimo commentatore dantesco del XIV secolo)

## Temi e contenuti

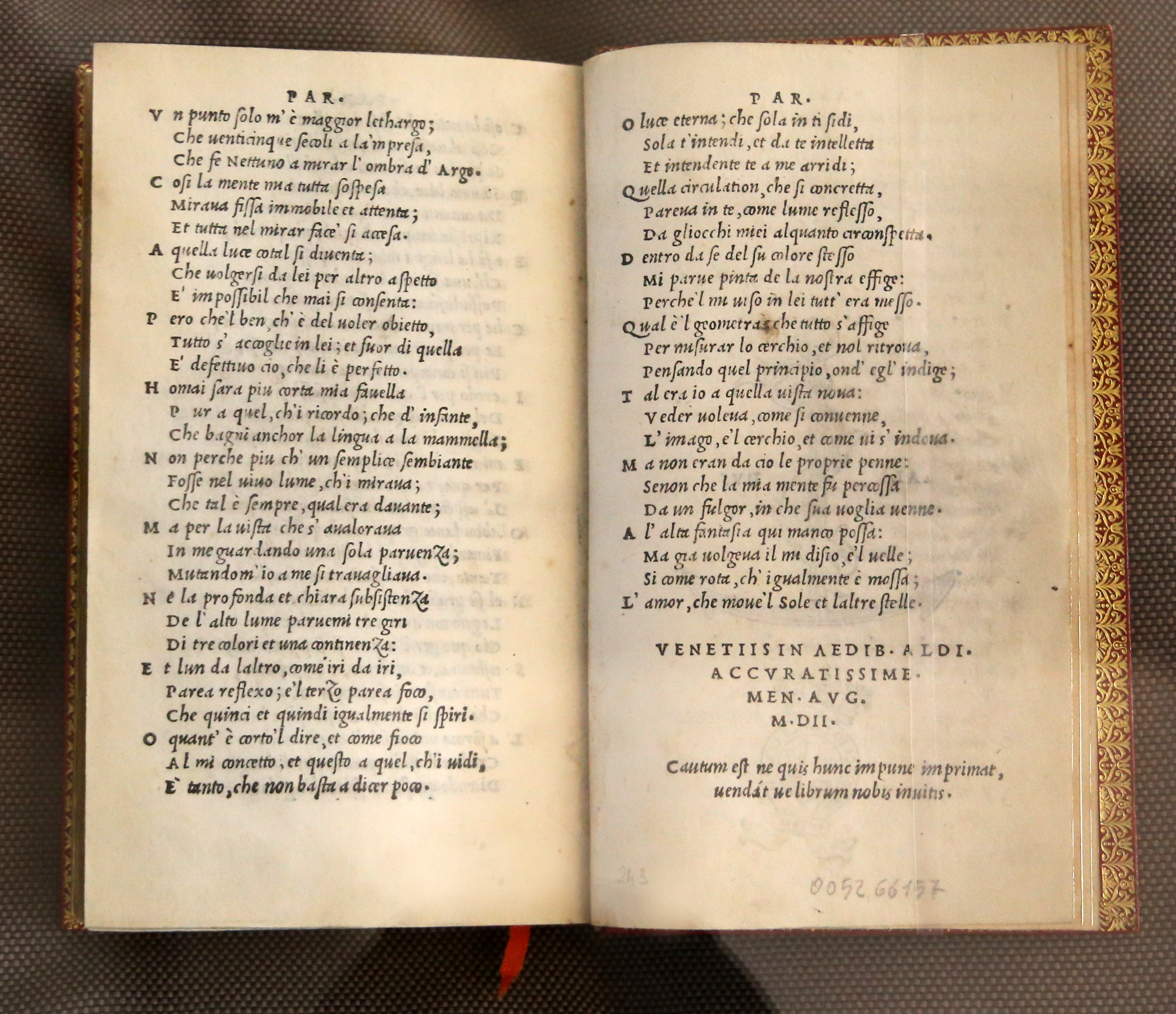
Trentatreesimo canto del Paradiso in edizione aldina del 1502

### Preghiera di san Bernardo alla Vergine - versi 1-39
La preghiera che San Bernardo rivolge alla Vergine Maria apre il canto, introdotta dall'ultimo verso del canto precedente «e cominciò questa santa orazione», e si connota così come un'orazione, sia nel senso appunto di preghiera, sia in quello etimologico di discorso oratorio, per il tono alto e solenne e l'incisività eloquente. Essa si può dividere in due parti: la prima è un canto di lode (vv. 1-21), mentre la seconda la vera e propria orazione (vv. 22-39); si apre con una serie di ossimori e antitesi, cioè accostamenti di parole e concetti dal significato opposto, a sottolineare come gli elementi della divinità travalichino le possibilità di comprensione dell'intelletto umano:
(vv.1-6)
"Vergine e madre, figlia del tuo Figlio, la più umile e grande fra tutte le creature, oggetto del decreto eterno di Dio, tu sei colei che nobilitasti tanto la natura umana che il suo Artefice non disdegnò di farsi propria creatura: nel tuo ventre si riaccese l'amore grazie al quale è fiorita questa rosa (la Candida Rosa ove siedono i beati); qui in Paradiso sei per noi luminosa guida di carità e in terra inesauribile fonte di speranza. O Signora («donna», dal latino domina, "padrona"), sei tanto grande e potente che chiunque voglia una grazia e non ricorra a te, desidera far volare il proprio desiderio senza ali: la tua bontà non solo soccorre chi prega, ma molte volte spontaneamente previene la richiesta; in te si concentra tutto ciò che di buono vi è nei mortali (misericordia, pietà, magnificenza e ogni virtù, introdotte dall'anafora «in te ...»).
Ora costui, che dal più profondo dell'Inferno ha visto tutte le condizioni spirituali dopo la morte, ti supplica di ricevere dalla tua grazia la virtù necessaria a poter levare gli occhi all'ultima salvezza (a Dio); ed io, che per me stesso non arsi mai tanto di desiderio di quanto ora ardo per lui, ti porgo tutte le mie preghiere, sperando che siano sufficienti. Ti prego ancora, Regina, che puoi realizzare ciò che desideri, affinché dopo una simile visione tu conservi puri i suoi sentimenti: che la tua vigilanza vinca le passioni umane! Vedi come Beatrice, e così tanti beati, per la mia preghiera congiungono le mani!".
Gli occhi amati e venerati da Dio (della Vergine), posandosi sull'oratore, dimostrarono quant'erano bene accette le sue preghiere devote: poi si levarono alla luce eterna, con uno sguardo che nessuna creatura può eguagliare per purezza.

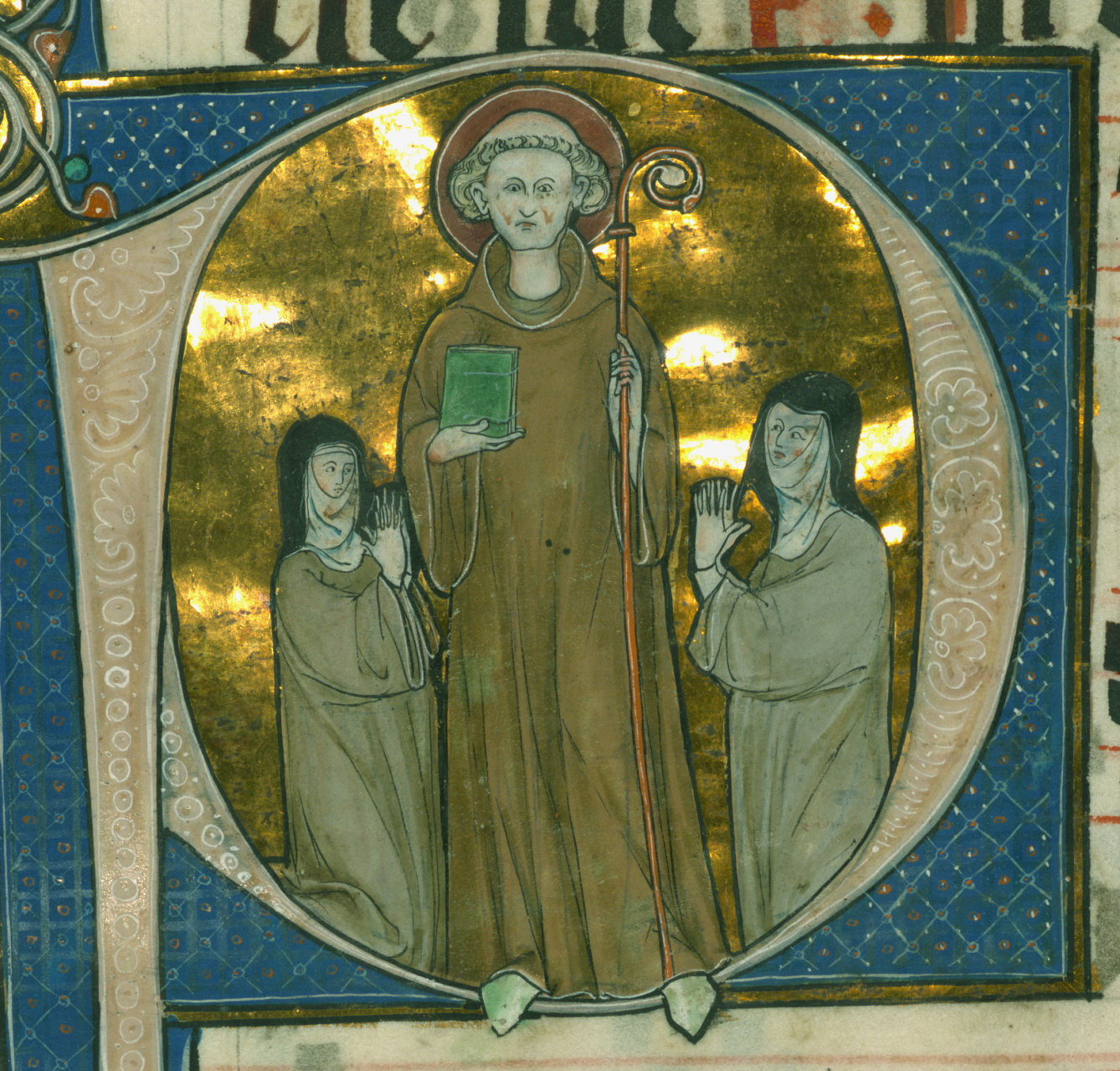
Bernardo di Chiaravalle in una miniatura del XII secolo

San Bernardo di Chiaravalle, autore di numerose opere teologiche, non è sicuramente stato scelto a caso da Dante come suo intercessore: egli fu il più importante esponente del pensiero mistico del XII secolo, e soprattutto fu colui che più di ogni altro contribuì all'affermazione del culto di Maria Vergine: il santo aveva esaltato la sua funzione mediatrice tra Dio e l'umanità, valorizzata dall'esperienza della maternità. Tuttavia si possono riconoscere altre influenze su questa preghiera: anzitutto la struttura dell'Ave Maria, divisa in lode e richiesta di intercessione, ma anche, oltre agli scritti di san Bernardo, molta produzione letteraria mariana precedente, dal Vangelo di Luca ai Padri della Chiesa.
Il critico Erich Auerbach ha analizzato l'inno alla Vergine in relazione all'innografia classica e medievale, evidenziando gli elementi di continuità (la presenza degli elementi dogmatici, storici, figurali e poetici caratteristici della tradizione innografica) e di originalità (in particolare «la rigida coerenza di storia, simbolo e dottrina» che «conferiscono alla composizione della preghiera un grado di rigidezza che nessun poeta antico non avrebbe potuto né voluto raggiungere»).
Infine, è possibile anche notare che lettere iniziali delle terzine che vanno dal verso 19 al 39 formano l'acrostico "Iosèp av"(e), quindi una sorta di saluto a san Giuseppe nel quale il troncamento della finale di "ave" potrebbe essere stato messo in atto per far in modo che le lettere dell'acrostico siano sette, simbolo della perfezione.

### Visione di Dio e dell'unità dell'universo in Dio - vv. 40-96
E Dante, che si avvicinava (appropinquava) al culmine di tutti i suoi desideri, sentiva in sé crescere il desiderio fino al culmine: san Bernardo gli accennava sorridendo di guardare in su, ma già egli aveva spontaneamente fatto ciò che voleva, mentre la sua vista si faceva sempre più limpida entrando nella contemplazione della Luce che è vera di per sé, per sua stessa essenza.
Da qui in poi inizia la suprema visione di Dio, intrecciata a dichiarazioni di impossibilità di rendere tale visione a parole o anche solo di pensarla e ricordarla, da paragoni e riflessioni di carattere più teorico e psicologico: il tema dell'ineffabilità, della limitatezza della comprensione umana e dei suoi mezzi linguistici per tali esperienze provate da Dante in Paradiso, percorre tutta la cantica, trovando qui ovviamente il suo punto d'arrivo estremo; come dice Dante:
«Da qui in poi la mia visione fu maggiore di quanto possa esprimere la parola, e la stessa memoria cede per un tale eccesso» (oltraggio, letteralmente «che va oltre»). Tre immagini esprimono questo cedimento della memoria:
- un'immagine psicologica di grande efficacia, che esprime attraverso la similitudine del sogno come possa rimanere impressa nella coscienza un'emozione, quando invano si tenta di richiamare alla memoria l'evento che l'ha provocata;
- un'immagine naturalistica di grande dolcezza poetica: «come la neve al sol si disigilla», che esprime come quella stessa impronta, come un'orma nella neve, si cancella al calore del sole (la neve si disigilla, letteralmente appunto «perde l'impronta, il sigillo»);
- un richiamo dotto, letterario, all'Eneide come al solito, che esprime come il vento può far perdere anche quella minima traccia che sia sopravvissuta, cioè la sentenza della Sibilla che veniva scritta sulle foglie.

Su queste immagini si innesta l'invocazione a Dio, necessaria per affrontare un tema tanto complesso e difficile da trascrivere, e l'inizio della narrazione vera e propria, che non si avvia con una descrizione concreta ma con un'annotazione psicologica sullo stato d'animo del poeta. Solo dopo questa lunga preparazione viene introdotta la visione di Dio, e dell'unità dell'universo in Dio, nel quale sono racchiuse tutte le sostanze, tutti gli accidenti e il «lor costume», termini filosofici medievali per indicare le sostanze ciò che sussiste di per sé, gli accidenti i modi di essere variabili e contingenti, che esistono in relazione alle sostanze, e il loro rapporto, le proprietà reciproche di sostanze e accidenti. Ma per esprimere tutto ciò Dante sente ancora la memoria mancargli, e la dimenticanza di quell'unico punto è maggiore dei venticinque secoli che ci separano dalla prima nave, quando per la prima volta Nettuno meravigliato ammirò l'ombra di Argo.

### Misteri della Trinità e dell'Incarnazione - vv. 97-145

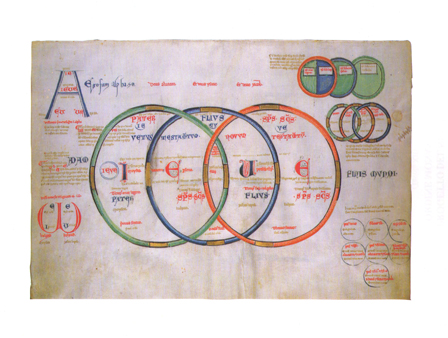
Illustrazione dal Liber figurarum del mistico calabrese Gioacchino da Fiore, uno dei più importanti ispiratori della Divina Commedia, il quale rappresentava la Trinità con un'immagine di tre cerchi che si intersecano ripresa da Dante:
«de l'alto lume parvemi tre giri
di tre colori e d'una contenenza» (vv. 116-117).

Così con un'altra suggestiva immagine e con un'ulteriore annotazione psicologica si chiude la prima parte della visione, mentre una nuova spiegazione e un'altra affermazione di ineffabilità (questa volta esemplificata con l'incapacità di parlare di un bambino ancora infante) introducono alla seconda visione — che è seconda solo per Dante, dal momento che essa gli si mostra via via che il proprio sguardo si fa più capace di intenderla, ma è sempre compresente nell'unicità della visione di Dio —, quella della Trinità, vista come tre cerchi di uguale grandezza e diverso colore, dei quali il secondo (il Figlio) riflette il primo (il Padre) e il terzo (lo Spirito Santo) spira da entrambi.

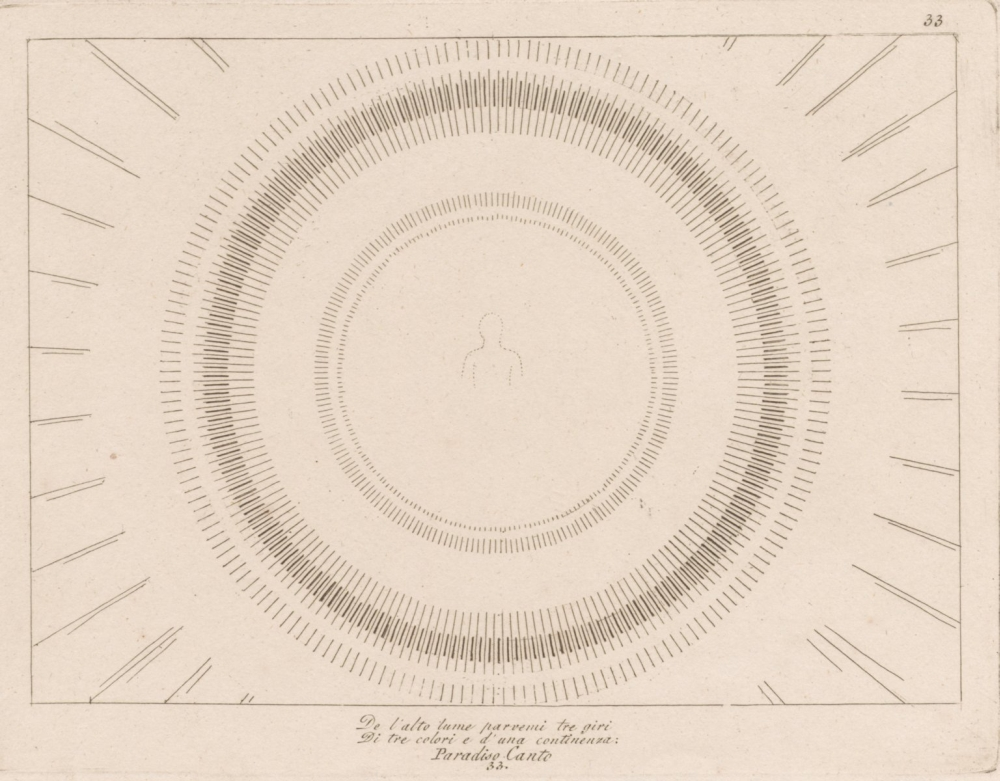
«[...] dentro da sé, del suo colore stesso,
mi parve pinta de la nostra effige:
per che 'l mio viso in lei tutto era messo» (vv. 130-132).

Segue un'altra esclamazione di Dante: «Oh quanto è insufficiente il dire e come è inadeguato al mio pensiero! E questo stesso (mio pensiero), rispetto a quello che io vidi, è cosa tale che non basta a poter dire è poco (è ancora meno di poco)!». Nell'ulteriore esclamazione estatica del poeta: «O Luce eterna che sola in te risiedi, sola ti comprendi e da te sei compresa, e comprendendoti ti ami e arridi!» abbiamo un ribadire del concetto di Dio uno e trino, in quanto Dio risiede solo in se stesso, ma in quanto comprende è il Padre, in quanto è compreso è il Figlio, mentre l'amore che spira da esso, da se stesso, è lo Spirito Santo. 
Questa velata spiegazione è funzionale all'ulteriore visione che ha Dante, il quale focalizzandosi su uno di quei tre cerchi, sul Figlio, vede in esso un'immagine dello stesso colore che assume forma umana: è l'Incarnazione, visione incomprensibile con facoltà umana così come lo è la quadratura del cerchio; tuttavia mentre tenta invano di capirla, viene illuminato dalla Grazia di Dio, che folgorandolo gli permette di comprendere finalmente: ma quest'ultimo punto è davvero totalmente indicibile, e il poema si chiude così con l'espressione del poeta il cui desiderio di conoscenza è stato placato nell'armonia universale di Dio:
(vv. 143-145)
Con quest'ultimo termine, che colloca l'uomo nella perfezione del moto circolare divino, si chiude la cantica; è la stessa parola che ha chiuso anche le altre due (Inferno: «E quindi uscimmo a riveder le stelle»; Purgatorio: «Puro e disposto a salire alle stelle»; Paradiso: «L'Amor che move il sole e l'altre stelle»), sancendo l'unitarietà della struttura del poema.

## La concezione tomista di Dante
Nella cantica emerge la concezione dantesca del Dio cristiano, affine al tomismo: Esse ipsum subsistens (Essere necessario per sé sussistente), unico luogo di coincidenza di essenza ed esistenza (esistenza certa ed essenza ignota all'uomo vivente sulla Terra: quidditas Dei non est nobis nota), Ente primo incausato, principio e fine ultimo di ogni cosa, essere infinito/trascendente/perfettissimo (luogo e plesso di tutte le perfezioni positive, a partire dal Sommo Bene e dalla Somma Luce), Atto puro privo di qualsiasi potenza in senso aristotelico, intelligibile universale, piacere e gaudio infinito delle anime sante partecipi della visione beatifica in Paradiso.